# Debreczeni Taraczk János
Debreczeni Taraczk János (16. század – 17. század) református lelkész, költő.

## Élete
Debreceni származású; 1588. május 14-étől Wittenbergben és 1592. november 2-ától Heidelbergben tanult; ekkor Debrecenben lett rektor; 1594 tavaszán Szatmárra ment papnak, hol később esperessé választották. 1604. február 22. podagra miatt nem jelent meg a csengeri zsinaton. 1605. február 14. már nem volt az élők közt; meghalt Szatmárt.
Latin gyászverset írt Félegyházi Tamás debreceni pap halála (1586. január 16.) alkalmával, mely Wittenbergben, többekével együtt kinyomatott.